# ديف أولدفيلد
ديف أولدفيلد (بالإنجليزية: Dave Oldfield)‏ هو لاعب كرة قاعدة أمريكي، ولد في 18 ديسمبر 1864 في فيلادلفيا في الولايات المتحدة، وتوفي بنفس المكان في 28 أغسطس 1939.

## وصلات خارجية
- ديف أولدفيلد على موقعبيزبول رفرنس.كوم (الدوري الرئيسي) (الإنجليزية)
- ديف أولدفيلد على موقعبيزبول رفرنس.كوم (الدوري الثانوي) (الإنجليزية)